# مذبحة عدن 1947
مذبحة عدن 1947 هي أعمال شغب اندلعت في مستعمرة عدن عقب قرار الأمم المتحدة بتقسيم فلسطين، استهدفت الحي اليهودي في عدن، نجم عنها مقتل مال يقل عن 70 يهوديا واحتراق جزء كبير من الحي اليهودي.

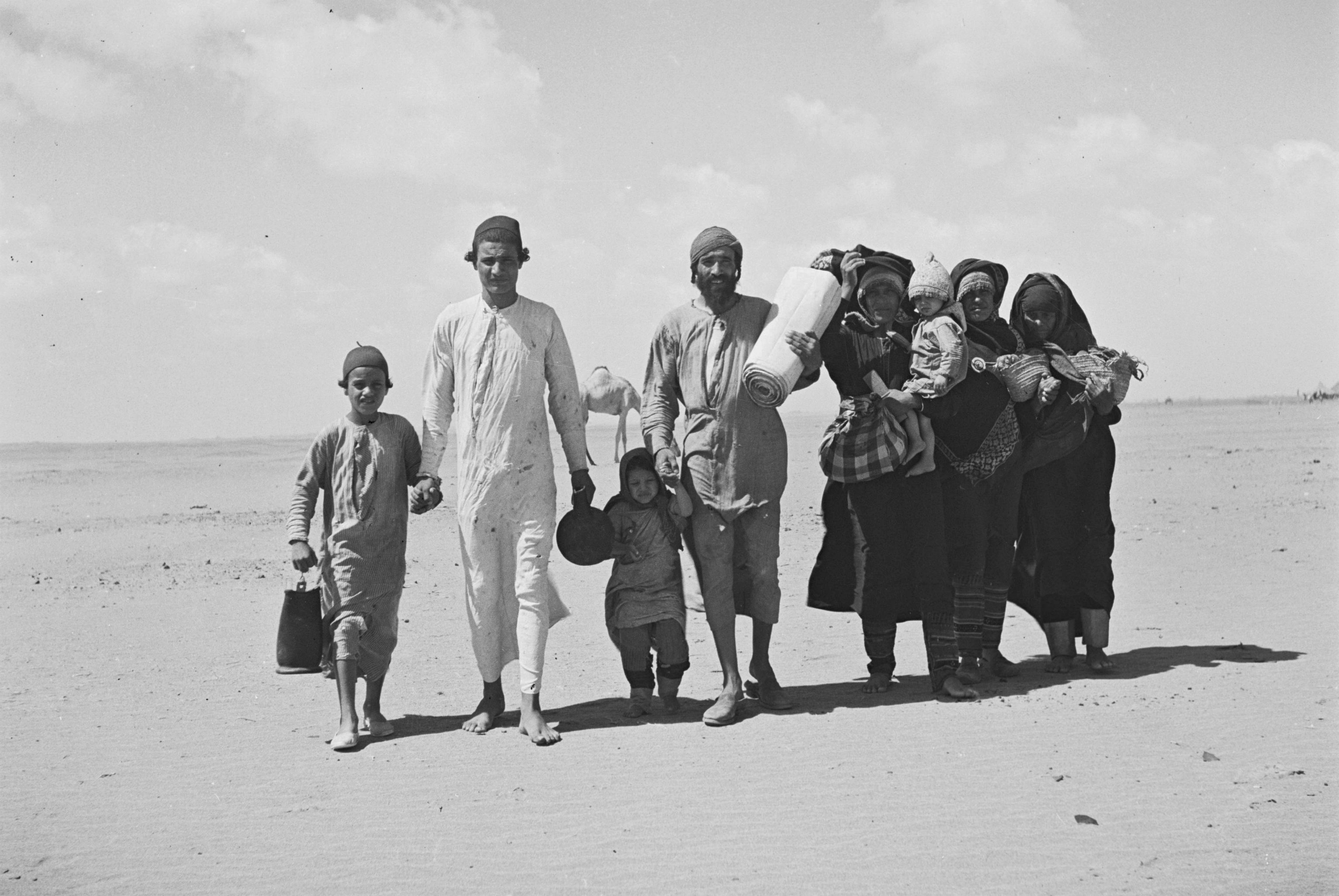
أسرة من يهود عدن المزراحيين

## الخلفية
بحلول منتصف القرن 20 كان يتواجد في عدن عدة آلاف من اليهود. في الثلاثينات تفشى العنف بشكل استثنائي والذي تحركه دوافع دينية معادية لليهود وأعمال شغب صغيرة نسبيا في عام 1932. في عام 1933 وقعت هجمات معادية لليهود في عدن مع قذف العديد من اليهود بالحجارة وطعنهم من قبل مثيري الشغب العرب. اندلاع أعمال العنف هذه كانت ذات تأثير بسيط مقارنة بما حدث بعد ثلاثة أيام من تصويت الأمم المتحدة 1947 على تقسيم فلسطين حيث أدى إلى تحطم المجتمع العدني.

## المذبحة
بعد 29 نوفمبر 1947 الذي حدث فيه التصويت من قبل الأمم المتحدة على تقسيم فلسطين إثر انتهاء الانتداب البريطاني نظمت احتجاجات واسعة النطاق في جميع أنحاء البلدان والمجتمعات العربية وعدن ليست استثناء. بعد وقت قصير من بدايتها اندلعت الاحتجاجات في عدن وانفلتت لتتحول إلى عنف دموي ضد اليهود نجم عنه اتهام كاذب لليهود من أجل قتل اثنتين من الفتيات.
اندلعت المذبحة في 2 ديسمبر 1947 التي أدت إلى مقتل 82 يهودي وإصابة 76 وسرقة 106 من المحلات التجارية اليهودية من أصل 170 في عدن وثمانية أفرغت جزئيا. حرقت أربع معابد يهودية وسويت بالأرض وأحرق أو نهب أو أتلف 220 منزل لليهود. دمرت مدرسة سليم للبنات التي افتتحت في عام 1929 التي كانت تقع بجانب مدرسة الملك جورج الخامس اليهودية للبنين ضمن أعمال شغب عام 1947.
مع عدم وجود القوات البريطانية في عدن في ذلك الوقت بالذات شعرت الجالية اليهودية ببعض الراحة عندما سمعوا أن هيئة فرض ضرائب محمية عدن قررت شراء منازلهم لحمايتهم. لكن الهيئة غضت النظر عن العنف واطلاق النار عشوائيا على اليهود مما أسفر عن مقتل كثيرين.

## النتائج المترتبة
بعد أحداث الشغب الدامية لم يعد للجالية اليهودية تواجد في عدن جنبا إلى جنب مع معظم الجالية اليهودية اليمنية. في استجابة لحالة محفوفة بالمخاطر على نحو متزايد فإن معظم الجالية اليهودية اليمنية أجليت سرا إلى إسرائيل في الفترة بين يونيو 1949 وسبتمبر 1950 في عملية بساط الريح.
استمر التدمير النهائي للمجتمع اليهودي حتى عام 1967 أي بعد وقت قصير من حرب الأيام الستة وبعد أن حصلت عدن على استقلالها عن بريطانيا (تم التنازل عن عدن للبريطانيين في عام 1839). كان هناك قتل ونهب وتدمير جديد للمعابد. أجلي اليهود أخيرا بمساعدة البريطانيين عندما اكتشفوا أن العرب كانوا يخططون لمذبحة ما تبقى من الجالية اليهودية. يهود عدن أصبح تقريبا ليس له وجود حاليا.